# Zabivaka
Zabivaka (en rus: Забивака, Petit Golejador) és la mascota oficial de la Copa Mundial de Futbol de 2018 que se celebrà a Rússia. És representada per un llop antropomòrfic amb una camisa blanca i blava amb les paraules «RUSSIA 2018», i amb ulleres esportives taronja. Els colors del seu uniforme (blanc, blau i vermell) són els de la selecció russa. L'estudiant dissenyadora de la mascota és Ekaterina Bocharova, i va ser seleccionada per votació a Internet.
Els resultats de l'elecció van ser anunciats el 22 d'octubre de 2016 al programa Evening Urgant, de la primera cadena de televisió russa, Pierviy Kanal. El llop va obtenir el 53% dels vots, superant al tigre (27%). El gat, amb 20% dels vots, va quedar en tercer lloc. Més d'1 milió de persones van participar en la votació, que va tenir lloc durant el setembre de 2016 a les plataformes de la FIFA, així com durant la transmissió en directe a Pierviy Kanal, on els resultats de la competició van ser anunciats.

## Descripció de Zabivaka
És encantador, segur de si mateix i sociable, sempre ha somiat amb ser una estrella del futbol. El seu passatemps favorit és el futbol i sempre juga amb esportivitat, valorant els seus companys i respectant als seus adversaris; sap molt bé el que fa. Tothom gaudeix de la seva companyia, és el més divertit de l'equip i fa riure als altres. Li agrada portar ulleres esportives quan està en acció, perquè pensa que milloren la seva habilitat en el camp.